# Élénie bruyante
Elaenia strepera
Espèce
Statut de conservation UICN

 LC  : Préoccupation mineure
L'Élénie bruyante (Elaenia strepera), aussi appelée Élaène bruyante, est une espèce de passereau de la famille des Tyrannidae.

## Distribution
Cet oiseau vit dans les Andes du sud de la Bolivie et du nord-ouest de l'Argentine ; l'hiver, il migre au Venezuela.